# 韮崎市国民健康保険韮崎市立病院
韮崎市国民健康保険韮崎市立病院（にらさきしこくみんけんこうほけんにらさきしりつびょういん）は、山梨県韮崎市にある市立病院である。

## 概要
- 所在地：韮崎市本町3丁目5番3号
- 病床数：155床（一般137床・療養18床）[1]
- 介護医療院：16床

## 沿革
（この節の出典）
- 1948年2月、1町7村による国民健康保険直営峡北組合病院として開院。
- 1954年10月、町村合併により韮崎市となり、韮崎市国民健康保険直営韮崎市立病院と改称する。
- 1960年9月、韮崎市国民健康保険韮崎市立病院に改称。
- 1981年12月、現病棟竣工。
- 1996年6月、 県よりエイズ治療拠点病院に選定される。
- 2016年10月、クラウド型電子カルテ導入。
- 2023年4月、訪問看護ステーション開設
- 2024年４月、介護医療院開設

## 診療科
- 内科
- 小児科
- 外科
- 整形外科
- リウマチ科
- 脳神経外科
- 眼科
- 泌尿器科
- リハビリテーション科
- 放射線科

## 医療機関の指定・認定
（下表の出典）
| 保険医療機関     | 労災保険指定医療機関 | 生活保護法指定医療機関 |
| 結核指定医療機関 | 災害拠点病院         | エイズ治療拠点病院     |

- 救急告示病院[3]
- 公益財団法人日本医療機能評価機構認定病院[4]

## 交通アクセス
- 東日本旅客鉄道（JR東日本） 中央本線「韮崎駅」より徒歩15分[5]
- 韮崎市民バス「韮崎市立病院」停留所前下車[5]